# هوقل أوروبي
هوقل أوروبي (الاسم العلمي: Spermophilus citellus) (بالإنجليزية: European Ground Squirrel)‏ هو نوع من الحيوانات يتبع جنس الهوقل من فصيلة سنجابية.